# Taner Sağır
Taner Sağır (13 de março de 1985, em Kardzhali) é um turco, campeão mundial e olímpico em halterofilismo.
Sağır foi por três vezes campeão mundial júnior. No Campeonato Mundial de 2002 ele competiu na categoria até 69 kg. Obteve um resultado de 322,5 kg no total combinado (147,5 no arranque e 175 no arremesso). Nas edições de 2003 e 2005, competiu na categoria até 77 kg. Neste campeonato de 2003 ele definiu um recorde mundial para juniores no arremesso — 195,5 kg —, e no total — 355 kg.
Em 2004 participou dos Jogos Olímpicos de Atenas. Definiu dois recordes mundiais no arranque para juniores — 170 kg e 172,5 —, um no arremesso — 202,5 kg —, e dois no total — 372,5 e 375 —, superando seus próprios recordes, que estabelecera em outras ocasiões. Esse resultado no total permitiu a Taner Sağır tornar-se campeão olímpico, na categoria até 77 kg, aos 19 anos de idade.
Em 2006 participa do Campeonato Mundial para seniores. Na categoria até 77 kg, ficou em primeiro, com 361 kg no total (166+195), a frente do chinês Li Hongli, com 359 kg (167+192).
Nos Jogos Olímpicos de Pequim 2008 ele não conseguiu resultado no arranque e não concluiu a prova.